# پیامدهای انتخابات ریاست‌جمهوری ایران (۲۹ تا ۳۱ خرداد ۱۳۸۸)

## ۲۹ خرداد
۲۹ خرداد نخستین نماز جمعه پس از آغاز اعتراضات پس از انتخابات ۸۸ به امامت رهبر ایران برگزار شد.

### سخنرانی خامنه‌ای در اولین نماز جمعه تهران پس از انتخابات
این نماز جمعه به امامت سید علی خامنه‌ای رهبر جمهوری اسلامی در دانشگاه تهران برگزار شد. خامنه‌ای در خطبه دوم که طولانی‌تر از حد معمول بود در سه بخش، به مسائل راجع به انتخابات و اعتراض کاندیداها پرداخت.

علی خامنه‌ای در خطبه‌های نماز جمعه تهران هر ۴ کاندیدا رو جزو عناصر نظام دانست و پیرامون اعتراضات خیابانی هشدار داده و گفت که مسئولیت «خون‌ها و خشونت‌ها و هرج و مرج‌ها» بر عهده کسانی است که از تظاهرات‌ها پشتیبانی می‌کنند. وی در سخنان خود از انتخابات و سلامت آن دفاع کرد و گفت «نظام جمهوری اسلامی اهل خیانت در آرا نیست. سازوکارهای قانونی برگزاری انتخابات اجازه تقلب را نمی‌دهد…». وی نامزدهای معترض را دعوت به پیگیری خواسته‌های خود از طریق مجاری قانونی دعوت کرد و گفت «زیر بار بدعت‌های غیرقانونی نخواهد رفت» و «اگر امروز چارچوب‌های قانونی شکسته شود از این به بعد هیچ انتخاباتی مصونیت نخواهد داشت». خامنه‌ای گفت که ترک منازعات و اختلافات بایستی در صحنه انتخابات رقم خورد و نه اینکه پس از شکست در آن، هواداران خود را به خیابان‌ها بریزیم. وی از سلب امنیت و اغتشاش در فعالیت‌های روزمره مردم توسط هواداران کاندیدای معترض انتقاد کرد. وی پس از انتقاد از افراطی گری‌های انجام شده در جریان مناظرات، به تخریب‌های نامنصفانه بعضی کاندیداها در حق دولت نهم و نیز اعلام اسامی افراد به بهانه فساد بدون اثبات جرم اشاره کرد و با ذکر اسم از سوابق هاشمی رفسنجانی و ناطق نوری دفاع کرد. وی در مورد احمدی‌نژاد گفت: «میان آقای هاشمی و رئیس‌جمهور نیز از سال ۸۴ اختلاف نظرهای متعددی دربارهٔ مسائل خارجی، نحوه اجرای عدالت اجتماعی و برخی مسائل فرهنگی وجود دارد که البته نظر رئیس‌جمهور به نظر بنده نزدیکتر است». وی همچنین گفت:
برخی‌ها بدانند که با حرکات خیابانی نمی‌توان اهرم فشار بر ضد نظام بوجود آورد و مسئولان را وادار کرد تحت عنوان مصلحت زیر بار خواسته‌های آن‌ها بروند.
آیت‌الله خامنه‌ای در پایان سخنان خود در حالی که می‌گریست گفت که خود حاضر به فداکاری در راه اسلام و انقلاب است.
در واکنش به اظهارات وی گوردون براون نخست‌وزیر انگلیس گفت :"ما هم به همراه سایرین، از جمله همه کشورهای اتحادیه اروپا، متفق القول، استفاده از خشونت و توقیف مطبوعات را محکوم می‌کنیم. بریتانیا از حق ایرانی‌ها برای انتخاب کسی که می‌خواهند، حمایت می‌کند.»
آنجلا مرکل صدرآعظم آلمان هم گفت: «ایران باید ادعاهای مبنی بر بروز تقلب در انتخابات ریاست جمهوری را بررسی کند.» سارکوزی رئیس‌جمهور فرانسه هم گفت: «ما همیشه موافق گفتگو با ایران بوده‌ایم. اما زمانی که باید سیاستی را محکوم کرد، راهی جز محکوم کردن وجود ندارد. اما نکته مهم‌تر برای ما این است که تمامی این اعتراضات خیابانی برای شفافیت بیشتر در جریانات و آینده بهتر، خبر خوبی است و امیدوارم رهبران ایران واکنشی نامناسب از خود نشان ندهند.» سازمان عفو بین‌الملل نیز در بیانیه‌ای گفت که به نظر می‌رسد اظهارات خامنه‌ای چراغ سبزی است برای نیروهای امنیتی ایران در سرکوب اعتراض‌های بیشتر.
در داخل ایران نیز با وجود تهدید و سرکوب شدید رسانه‌ها و دستگیری بسیاری از فعالان سیاسی برخی به اظهارات خامنه‌ای واکنش نشان دادند. احمد قابل گفت که این گونه سخن گفتن در شان رهبر نیست. «اگر صحبت تهدید است، پس چرا در پایان سخن متوسل می‌شوند به حضرت ولی عصر و اشک می‌ریزند؟ اگر صحبت تهدید نیست صحبت تلطیف و تن دادن به قانون است، خود این قانون مجوز داده که اگر انسان‌ها از طرق دیگر به خواسته‌هایشان نرسیدند، حق اجتماع و راهپیمایی مسالمت‌آمیز دارند.»
محمدجواد اکبرین نیز گفت که برای رهبر ایران هر سخنی جز حرف خودش را یک تهدید طبیعی می‌داند:"آقای خامنه‌ای معتقد است اگر در کشور نظری به جز نظر خودش ارائه شود، تحمل ندارد و تهدید از این بابت طبیعی است. همچنین برای داشتن هوادران هم تحریک احساسات ضروری است.

### نامه سرگشاده مهدی کروبی به شورای نگهبان
مهدی کروبی با نگارش نامه‌ای سر گشاده به شورای نگهبان خواستار ابطال انتخابات دهمین دوره ریاست جمهوری و برگزاری مجدد آن شد. کروبی در این نامه خطاب به اعضای شورای نگهبان نوشت: «با رأی عادلانه دربارهٔ انتخابات وابطال آن و برگزاری انتخابات مجدد اراده ملت را بپذیرید و بقای نظام را تضمین کنید که این به عدالت نزدیکتر است.»

### ادامه اعتراض شبانه به نتیجه انتخابات ایران در پشت بام‌ها
در این روز نیز در تهران و برخی شهرهای دیگر ایران معترضان به نتیجه انتخابات جمعه شب هم به پشت بام‌ها رفتند و مانند شب‌های گذشته اعتراض خود را با سردادن فریاد «الله اکبر» اعلام نمودند. قلم نیوز، سایت رسمی ستاد میرحسین موسوی گزارش داد که «الله و اکبرهای یاران میرحسین، برای هفتمین شب متوالی هر محله و شهر ایران را فرا گرفته‌است». به سبب آنکه که نمادهای مربوط به میرحسین موسوی توسط دیگران هم به کار گرفته می‌شد، هواداران او «برای آنکه معنای الله و اکبر شان قلب نشود، میان ذکرالله و اکبر شعار می‌دهند: یا حسین، میر حسین».

### دعوت به راهپیمایی
مجمع روحانیون مبارز (حامی موسوی) و حزب اعتماد ملی (حامی کروبی) دعوت به برگزاری تظاهرات آرام در اعتراض به برگزاری انتخابات در روز شنبه از میدان انقلاب به میدان آزادی کرد.

## ۳۰ خرداد

### راهپیمایی در ایران و سراسر دنیا
میر حسین موسوی اعلام نمود که راهپیمایی در روز شنبه با حضور موسوی، کروبی و خاتمی طبق برنامه از میدان انقلاب تا میدان آزادی برگزار می‌شود. موسوی و کروبی در صفحه‌های شخصی خود در فیس بوک اعلام نمودند که تحت هیچ شرایطی این راهپیمایی لغو نخواهد شد. کروبی اعلام کرد که تجمع شنبه به هیچ عنوان لغو نخواهد شد، حتی به سایت اعتماد ملی اعتماد نکنید که بسیاری از گردانندگانش در زندانند و می‌توانند هر لحظه سایت را هک کنند. این راهپیمایی از ساعت ۴ تا ۷ بعدازظهر صورت می‌گیرد و هدف از این راهپیمایی پیگیری مطالبات قانونی و تداوم اعتراض مدنی اعتراض کنندگان است. اما مجمع روحانیون مبارز که برای برگزاری این راهپمایی درخواست مجوز کرده و مردم را به شرکت در آن فراخوانده بود، راهپیمایی را ساعاتی قبل از موعد برگزاری لغو کرد.
از ساعات آغازین روز شنبه نیروهای سپاه، بسیج، پلیس و وزارت اطلاعات به نحو گسترده‌ای در خیابان‌ها و میدان‌های مرکز تهران استقرار یافتند. فرمانده نیروی انتظامی نیز نامه‌ای تهدیدآمیز خطاب به موسوی نوشت و مقامات وعده برخورد شدید با معترضین را با توجه به سخنان خامنه‌ای در نماز جمعه داده بودند
علیرغم سخنان تند و تهدیدهای خامنه‌ای بسیاری از مردم در تهران و چند شهر دیگر به راهپیمایی وعده داده شده توسط مجمع روحانیون مبارز (حامی موسوی) و حزب اعتماد ملی آمدند و نیروهای امنیتی به سرکوب مردم در خیابان‌های منتهی به میدان انقلاب پرداخت. حمله نیروهای نظامی و انتظامی به مردم باعث خشونت‌های شدیدی در خیابان‌های مرکزی تهران و مجروح شدن عده زیادی از مردم شد.
نیروهای پلیس و بسیجی برای متفرق کردن مردم از گاز اشک‌آور، تیراندازی هوایی، ماشین‌های آب‌پاش، باتون و شلاق استفاده می‌کردند. بسیاری از مردم نیز با بازگذاشتن در خانه‌های خود باعث نجات افراد به دام افتاده در کوچه‌ها می‌شدند. میرحسین موسوی در صفحه شخصی خود در فیس‌بوک اعلام کرد آماده شهادت است به گزارش سی‌ان‌ان، به گفته کارکنان بیمارستان‌ها، دست کم ۱۹ نفر در این درگیری‌ها کشته شدند اما گزارش‌های تأیید نشده رقم تلفات را تا ۱۵۰ نفر ذکر می‌کنند. در اطلاعیه نیروی انتظامی اعلام شد که ۴۵۷ نفر دستگیر شده‌اند.
در تظاهرات ایرانیان در حومه شهر پاریس که توسط شورای ملی مقاومت برنامه‌ریزی شده‌بود بیش از هشتاد هزار نفر شرکت داشتند.

#### استفاده از پشت بام مساجد برای شلیک به مردم
رسانه‌های مختلف دنیا تصاویری از تیراندازی نیروهای ضد شورش و لباس شخصی به مردم از پشت بام مسجد لولاگر تهران واقع در خیابان آذربایجان در این روز پخش نمودند. به ادعای تلویزیون رسمی جمهوری اسلامی این مسجد در همین روز در جریان ناآرامی‌ها توسط مردم به آتش کشیده شد.

### بیانیه حقوق‌دانان
۵۷ حقوقدان مشهور کشور در بیانیه‌ای خواستار پایان دادن به خشونت علیه مردم شدند و از مسئولان خواستند مجاری قانونی برای اعتراض‌های مسالمت‌امیز و مدنی مردم را مسدود نکند.

### انفجار در حرم روح‌الله خمینی
رسانه‌های حکومتی ایران مدعی شدند فردی که قصد حمل بمب به داخل حرم روح‌الله خمینی را داشت پس از شناسایی به گوشه‌ای فرار کرد و پس از انفجار بمب خودش کشته و دو تن از زائران زخمی شدند.
برخی فعالان سیاسی در ایران معتقدند که این عملیات مشکوک به نظر می‌رسد.

### بازداشت‌های ۳۰ خرداد
محمد قوچانی سردبیر روزنامه اعتماد ملی (و سردبیر نشریات توقیف شده شرق و شهروند) بازداشت و به مکان نامعلومی منتقل شد. مجتبی پورمحسن خبرنگار و شاعر و همکار رادیو زمانه نیز در رشت بازداشت شد. عیسی سحرخیز مدیرکل سابق مطبوعات وزارت ارشاد که به انتشار اخبار اعتراضات برای رسانه‌های فارسی می‌پرداخت، به دفتر دادستانی احضار شد. ژیلا بنی‌یعقوب و بهمن احمدی امویی، زوج روزنامه‌نگار نیز توسط افراد لباس شخصی دستگیر شدند.
حمزه غالبی توسط نیروهای اطلاعات سپاه دستگیر شد.

### بیانیه جدید میرحسین موسوی خطاب به مردم ایران
میرحسین موسوی در بیانیه خود با تأکید بر اینکه همواره در کنار مردم خواهد ماند، به کجروی‌ها و دروغ گویی‌هایی که با آن روبرو هستیم و در پی اصلاح آنیم اشاره کرده و آورده‌است: «بر این باورم که انگیزه و خلاقیت شما مردم همچنان می‌تواند حقوق مشروع تان را در چهره‌های مدنی جدید مورد پیگیری قرار دهد و محقق کند.»

## ۳۱ خرداد

### بیانیه محمد خاتمی
محمد خاتمی در بیانیه‌ای تأکید کرد که اعتراض مسالمت‌آمیز حق مردم است:
سکوت اعتراضی و رفتار مدنی مردم در راهپیمایی‌ها هم نشانه رشد بیداری و مسئولیت‌پذیری مردم است و هم حکایتگر این واقعیت انکار ناپذیر است که مردم دارای حقوق اساسی و مشخص هستند که هر نظامی موظف به رعایت آنهاست. اعتراض و انتقاد به شیوه مدنی و به دور از هر گونه ناآرامی را که حق مسلم مردم است باید همگان پاس بداریم.

### بیانیه آیت‌الله حسینعلی منتظری
طبق گزارش بخش فارسی رادیو بین‌المللی فرانسه٫ آیت‌الله حسینعلی منتظری از روز چهارشنبه به مدت سه روز عزای ملی اعلام کرد و از مردم ایران دعوت نمود که در این سه روز مراسم سوگواری را برای جان باختگان اعتراض‌های خیابانی به جا آورند.
رادیوفرانسه

### بیانیه شماره ۶ میرحسین موسوی خطاب به مردم ایران
میرحسین موسوی در بیانیه خود «خبر دلخراش شهادت گروهی دیگر از معترضان به وقوع تقلب گسترده» را سوگ‌آمیز و بهت‌آمیز خوانده و فضای ارعاب، تحریک، قدرت نمایی و تیراندازی به مردم را قانون گریزی خوانده و می‌گوید: «عجبا که بانیان چنین شرایطی دیگران را به این خطا متهم می‌کنند. به کسانی که مردم را به خاطراظهار نظر قانون‌شکن نامیده‌اند خبر می‌دهم که بی قانونی بزرگ عدم اعتنا و نقض صریح اصل ۲۷ قانون اساسی از سوی دولت در عدم صدور مجوز برای اجتماعات مسالمت‌آمیز است.» همچنین او مردم را دعوت به خویشتن داری و پرهیز از خشونت کرده و از آن‌ها خواسته اجازه ندهند کسانی که سعی در ناامیدی و ارعاب آن‌ها دارند، خشمشان را برانگیزند. او همچنین گفته که از نیروهای نظامی و انتظامی انتظار دارد «نگذارند خاطرات این ایام لطمه‌های جبران‌ناپذیر به روابط آن‌ها و مردم بزند.»

### تداوم درگیریهای شهری در تهران
پس از مخالفت صریح علی خامنه‌ای با تظاهرات مسالمت‌آمیز مردم و حمله پلیس به معترضان برای دومین روز متوالی درگیری‌ها در تهران ادامه یافت. با توجه به شدت حضور نیروهای پلیس و سپاه و بسیج در خیابان‌ها و کشته و زخمی شدن صدها نفر گزارشات از کاسته شدن شدت درگیری‌ها حکایت داشت. درگیری‌ها عمدتاً در حوالی خیابان آزادی انجام شد.

### تداوم فشار بر مطبوعات و رسانه‌های داخلی و خارجی
- حکومت ایران در ادامه فشار بر رسانه‌های خارجی برای جلوگیری از مخابره کردن رویدادهای ایران و اعتراضات مردم و همچنین سانسور گسترده مطبوعات داخلی گزارشگر دائم بی‌بی‌سی از ایران اخراج شد.[۳۰][۳۱] رجبعلی مزروعی رئیس انجمن صنفی روزنامه‌نگاران نیز در صبح این روز دستگیر شد.[۳۲]
- رادیو آلمان به نقل از خبرگزاری‌های آلمان و رویترز، گفت: علیرغم حضور گسترده نیروهای انتظامی و شخصی پوش در ساعت ده و نیم شب (۳۱ خرداد) شعارهای الله‌اکبر و مرگ بر دیکتاتور شنیده می‌شود.[۳۳]

### دستگیری و آزادی چند تن از خانوادهٔ هاشمی
پنج تن از اعضای خانواده اکبر هاشمی رفسنجانی توسط مأموران امنیتی شناسایی و با حکم مرجع قضایی دستگیر شدند.
فائزه هاشمی، دختر وی، همسر حسین مرعشی، دختر مرعشی و خواهر زن وی از جمله دستگیرشدگان بودند. اما چند ساعت بعد همگی آن‌ها آزاد شدند.